# Euripersia silvestrii
Euripersia silvestrii är en insektsart som först beskrevs av Leonardi 1918.  Euripersia silvestrii ingår i släktet Euripersia och familjen ullsköldlöss.
Artens utbredningsområde är Italien. Inga underarter finns listade i Catalogue of Life.